# Linsenberg 8 (Runkel)

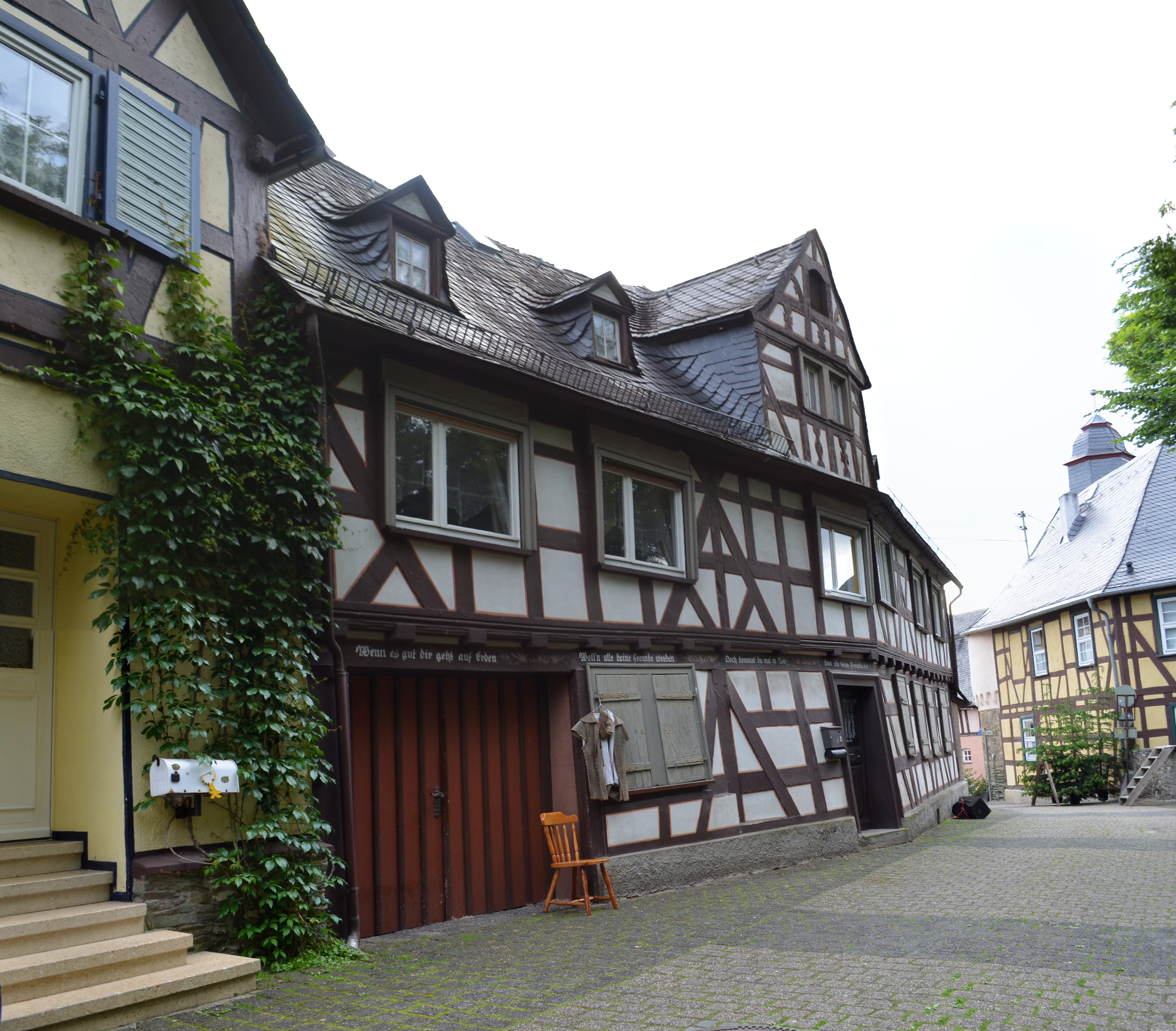
Fachwerkhaus Linsenberg 8 in Runkel

Das Gebäude Linsenberg 8 in Runkel, einer Gemeinde im mittelhessischen Landkreis Limburg-Weilburg, ist ein zweigeschossiges Fachwerkhaus, das als Kulturdenkmal geschützt ist. 
Der langgezogene und abgewinkelte traufseitige Bau über dem Burggraben hat ein zierstrebenbesetztes Zwerchhaus mit Wellengiebel. Das Fachwerk am rechten Obergeschoss ist einfacher und später, links sind Mannfiguren zu sehen. 
An der Stelle der alten paarweise angeordneten Fenster wurden größere Fenster eingebaut.